# Grand Rapids (Wisconsin)
Grand Rapids – miasto w Stanach Zjednoczonych, w stanie Wisconsin, w hrabstwie Wood.